# Liste der Listen von Mitglieder der Schweizer Kantonsregierungen nach Kantonen geordnet
Die Liste der Listen von Mitglieder der Schweizer Kantonsregierungen nach Kantonen geordnet listet alle Listen der Mitglieder der Kantonsregierungen (Regierungsräte, Staatsräte, Conseils d’État, Consiglio di Stato), der Schweizerischen Eidgenossenschaft seit 1803 auf, geordnet nach Kantonen.
- Liste der Regierungsräte des Kantons Aargau
- Liste der Regierungsräte des Kantons Appenzell Ausserrhoden
- Liste der Mitglieder der Standeskommission des Kantons Appenzell Innerrhoden
- Liste der Regierungsräte des Kantons Bern
- Liste der Regierungsräte des Kantons Basel-Landschaft
- Liste der Regierungsräte des Kantons Basel-Stadt
- Liste der Staatsräte des Kantons Freiburg
- Liste der Staatsräte des Kantons Genf
- Liste der Regierungsräte des Kantons Glarus
- Liste der Regierungsräte des Kantons Graubünden
- Liste der Minister des Kantons Jura
- Liste der Regierungsräte des Kantons Luzern
- Liste der Staatsräte des Kantons Neuenburg
- Liste der Regierungsräte des Kantons Nidwalden
- Liste der Regierungsräte des Kantons Obwalden
- Liste der Regierungsräte des Kantons St. Gallen
- Liste der Regierungsräte des Kantons Schaffhausen
- Liste der Regierungsräte des Kantons Schwyz
- Liste der Regierungsräte des Kantons Solothurn
- Liste der Staatsräte des Kantons Tessin
- Liste der Regierungsräte des Kantons Thurgau
- Liste der Regierungsräte des Kantons Uri
- Liste der Staatsräte des Kantons Waadt
- Liste der Staatsräte der Republik und des Kantons Wallis
- Liste der Regierungsräte des Kantons Zug
- Liste der Regierungsräte des Kantons Zürich